# Wieża ciśnień w Kiszyniowie
Wieża ciśnień w Kiszyniowie (rum. Turnul de apă, Castelul de apă) – wieża ciśnień wybudowana pod koniec XIX wieku, znajdująca się w Kiszyniowie, w Mołdawii; współcześnie siedziba Muzeum Historii Miasta Kiszyniowa (Muzeul de Istorie a Orașului Chișinău).
Obiekt jest zabytkiem architektury i sztuki wpisanym na listę zabytków chronionych przez państwo w Kiszyniowie (nr rej. 195).

## Historia
Wieża ciśnień powstała z inicjatywy urzędującego w latach 1877–1903 burmistrza Kiszyniowa, Carola Schmidta. Jej projekt opracował architekt Aleksandr Bernardazzi, a oficjalne oddanie do użytku zlokalizowanego w najwyższym punkcie starego miasta budynku miało miejsce 12 grudnia 1892 roku. Wieża zaopatrywała miasto w wodę, a wraz z nią zbudowano również pierwsze miejskie wodociągi. Swoją funkcję pełniła do 1940 roku, kiedy to przekształcono ją w wieżę strażacką, do której przylegała remiza.
W niewielkiej odległości, u zbiegu ulic str. Vasile Alecsandri oraz str. Veronica Micle, znajdowała się również druga, bliźniacza wieża ciśnień, która nie zachowała się do czasów współczesnych – została zburzona w 1963 roku.
W 1971 roku w budynku utworzono Muzeum Miasta Kiszyniowa. W 1977 roku wieża została częściowo zniszczona w wyniku trzęsienia ziemi. W latach 1980–1983 obiekt odbudowano (jednak pierwotnie drewnianą altanę na szczycie budynku zastąpiono konstrukcją kamienną), a w 1985 roku muzeum otwarto ponownie. Kolejne trzęsienie ziemi poważnie uszkodziło budowlę w 1990 roku. Była ona zamknięta przez 10 lat, aż do 2000 roku.
Na początku XXI wieku wieża ciśnień oraz mieszczące się w niej muzeum kilkukrotnie było zamykane, remontowane i otwierane ponownie, ostatni raz w 2013 roku. W muzeum prezentowana jest wystawa „Historia miasta”, z eksponatami pochodzącymi z XV–XX wieku. Organizowane są także wystawy oraz koncerty.

## Architektura

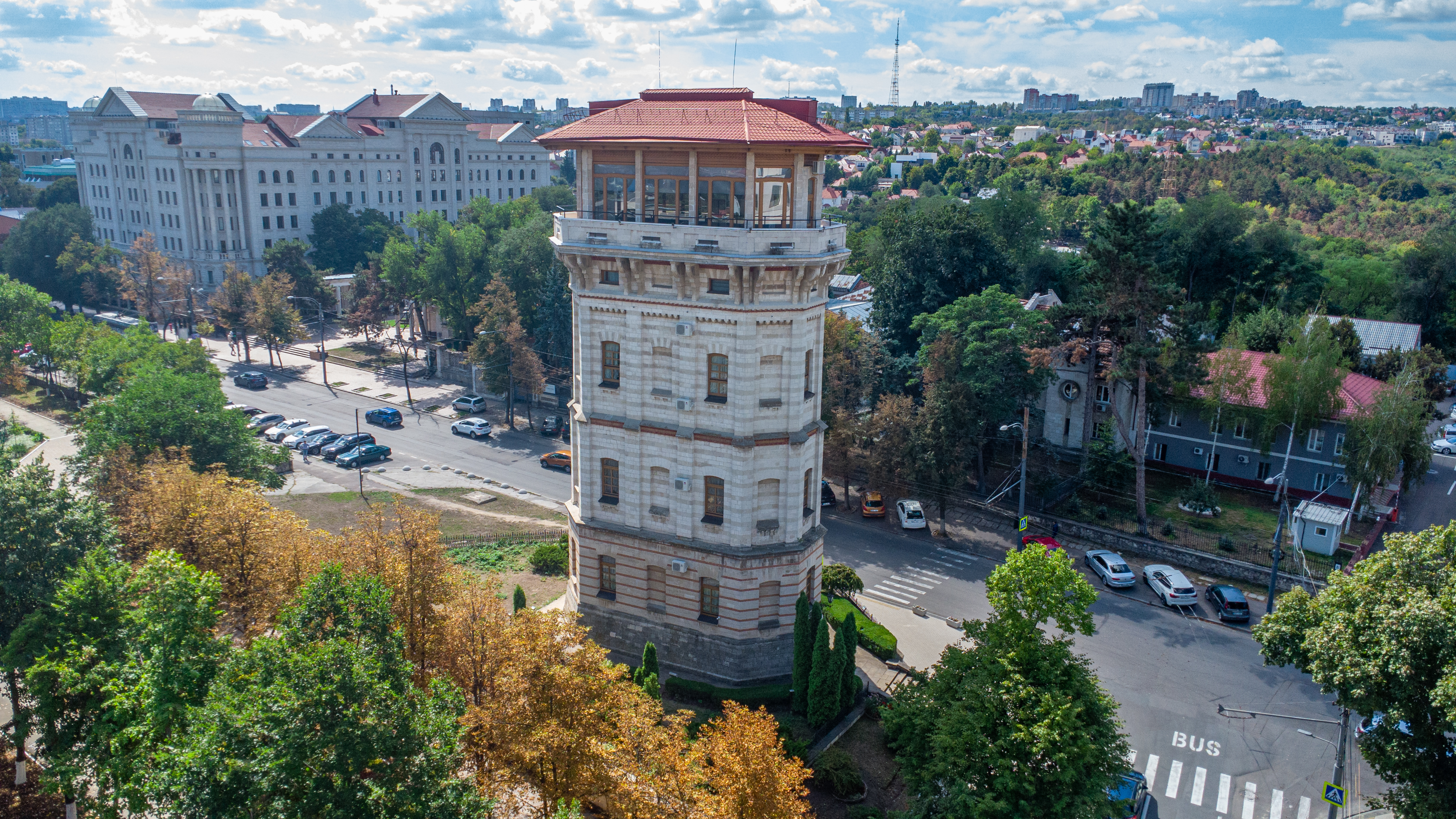
Wieża ciśnień z lotu ptaka (2022)

Wieża ciśnień w Kiszyniowie jest zabytkiem architektury przemysłowej wybudowanym w stylu eklektycznym, znajdującym się u zbiegu ulic: str. Bănulescu-Bodoni i str. Alexei Mateevici.
Budynek wybudowany jest na rzucie wydłużonego sześciokąta, wykonany z kamienia wapiennego i cegły (pierwotnie również drewna). W jego strukturze wyróżnić można sześć poziomów: cokół o pochylonym profilu, trzy kondygnacje oddzielone od siebie gzymsami, podest (platforma widokowa) z wystającym gzymsem i wieńcząca budynek altana. Pierwsza kondygnacja ma elewację z naprzemiennie ułożonych warstw kamienia oraz cegły palonej, pozostałe dwie – wyłącznie z kamienia, lecz o różnych odcieniach. Otwory okienne zwieńczone łukowato. Platforma widokowa wraz z altaną wsparta jest na masywnych konsolach. Altana ma ściany poprzecinane dużymi szczelinami z oknami, które z kolei rozdzielają kamienne filary, na których spoczywa dach. Grubość ścian waha się od 0,6 m w altanie do 2 m na parterze budynku. Wysokość wieży wynosi 22 lub 27 m.
Wewnątrz budynku zachowały się oryginalne metalowe schody, wykonane w fabryce Serbov-Sîrbu w Kiszyniowie.

## Galeria

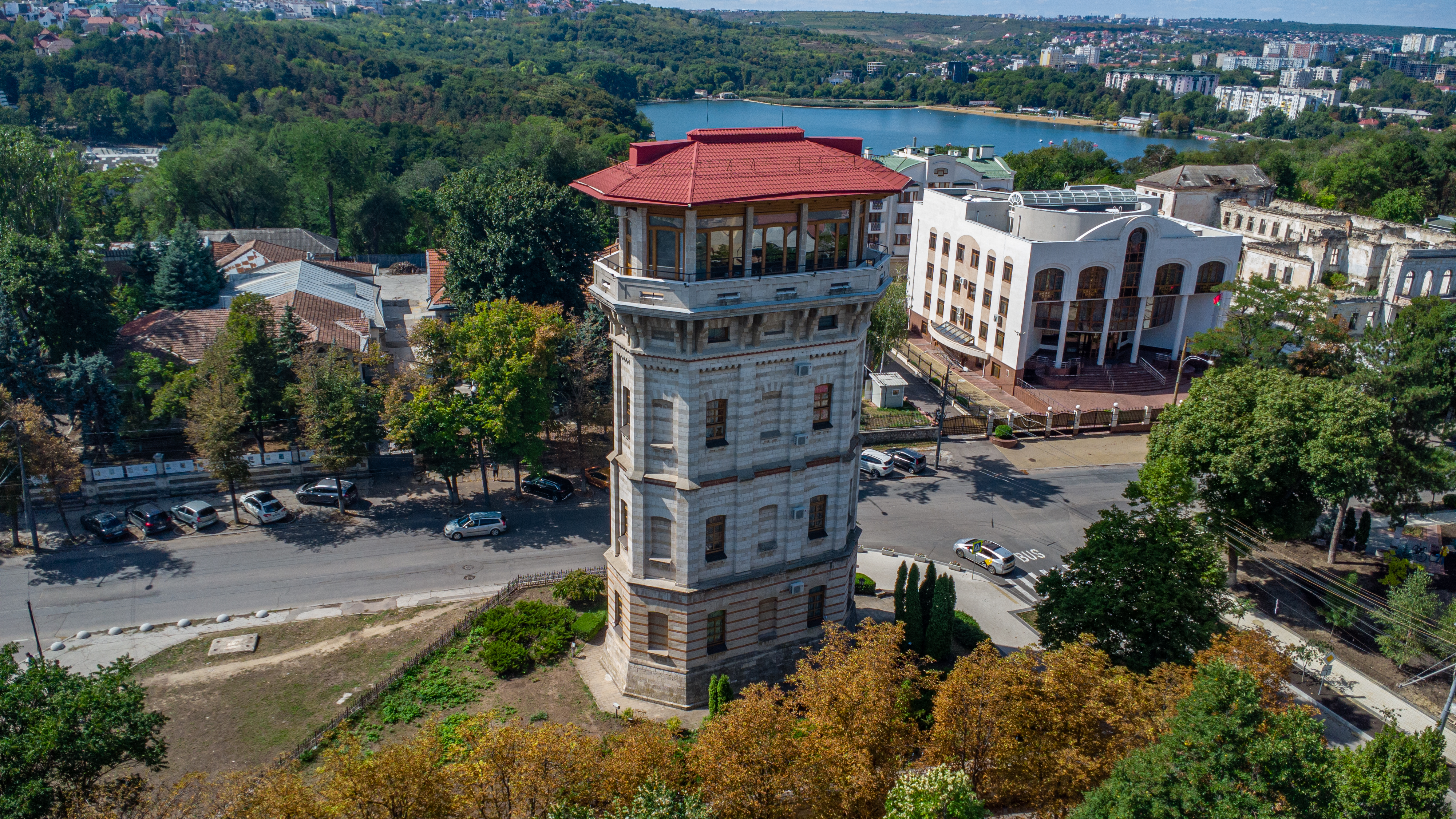
Wieża ciśnień z lotu ptaka (2022)
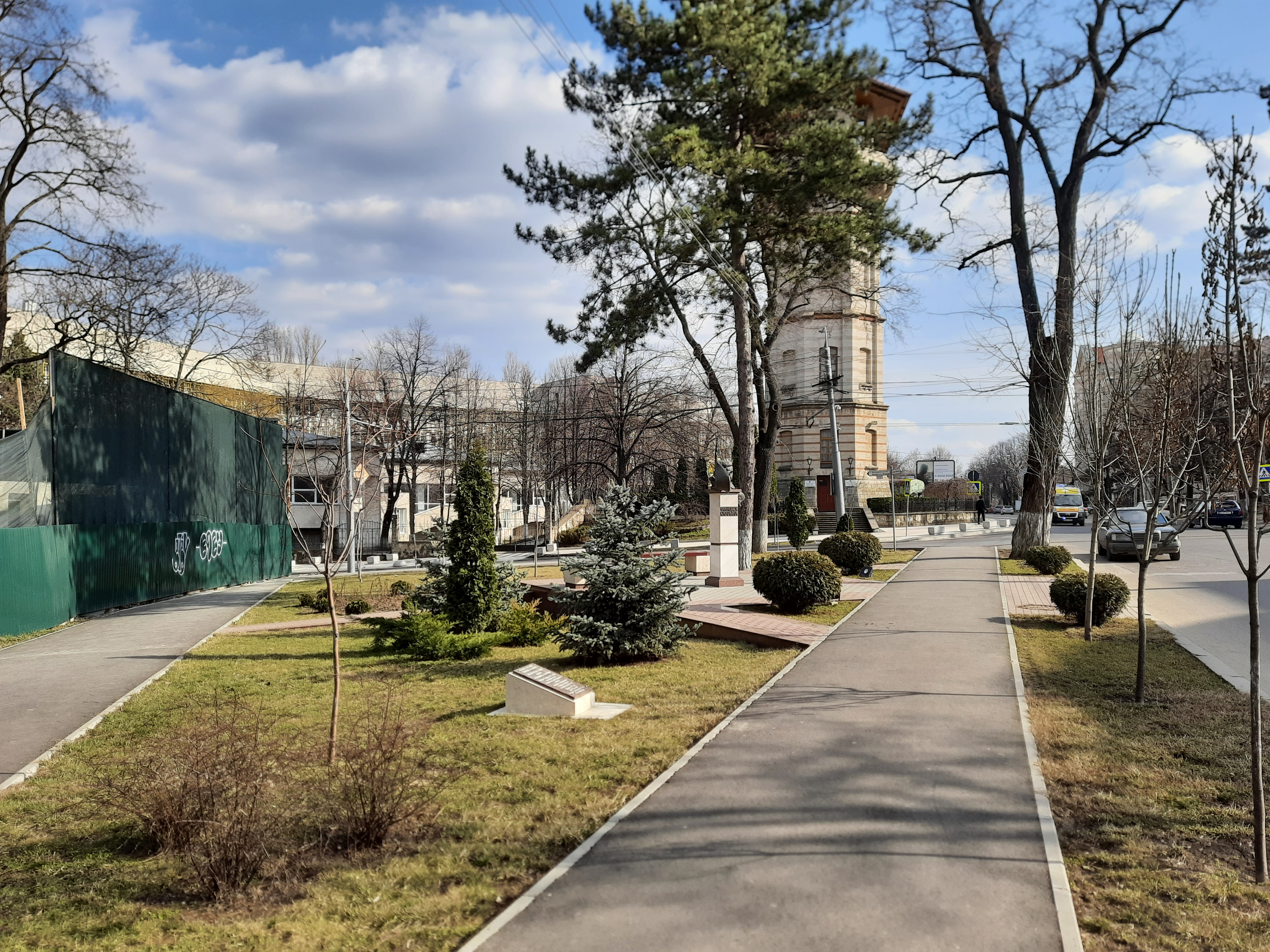
Otoczenie wieży (2021)
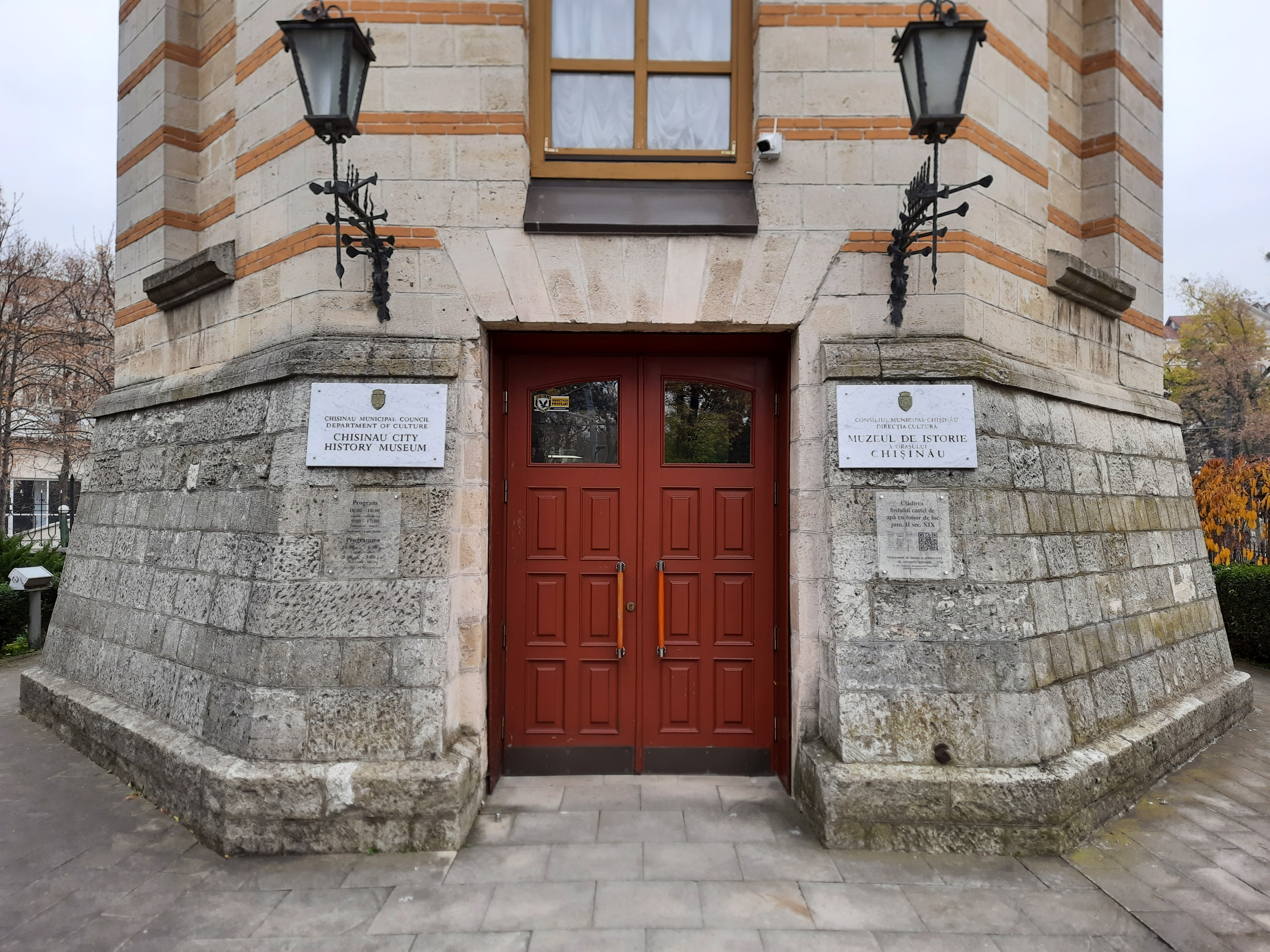
Wejście do muzeum (2021)
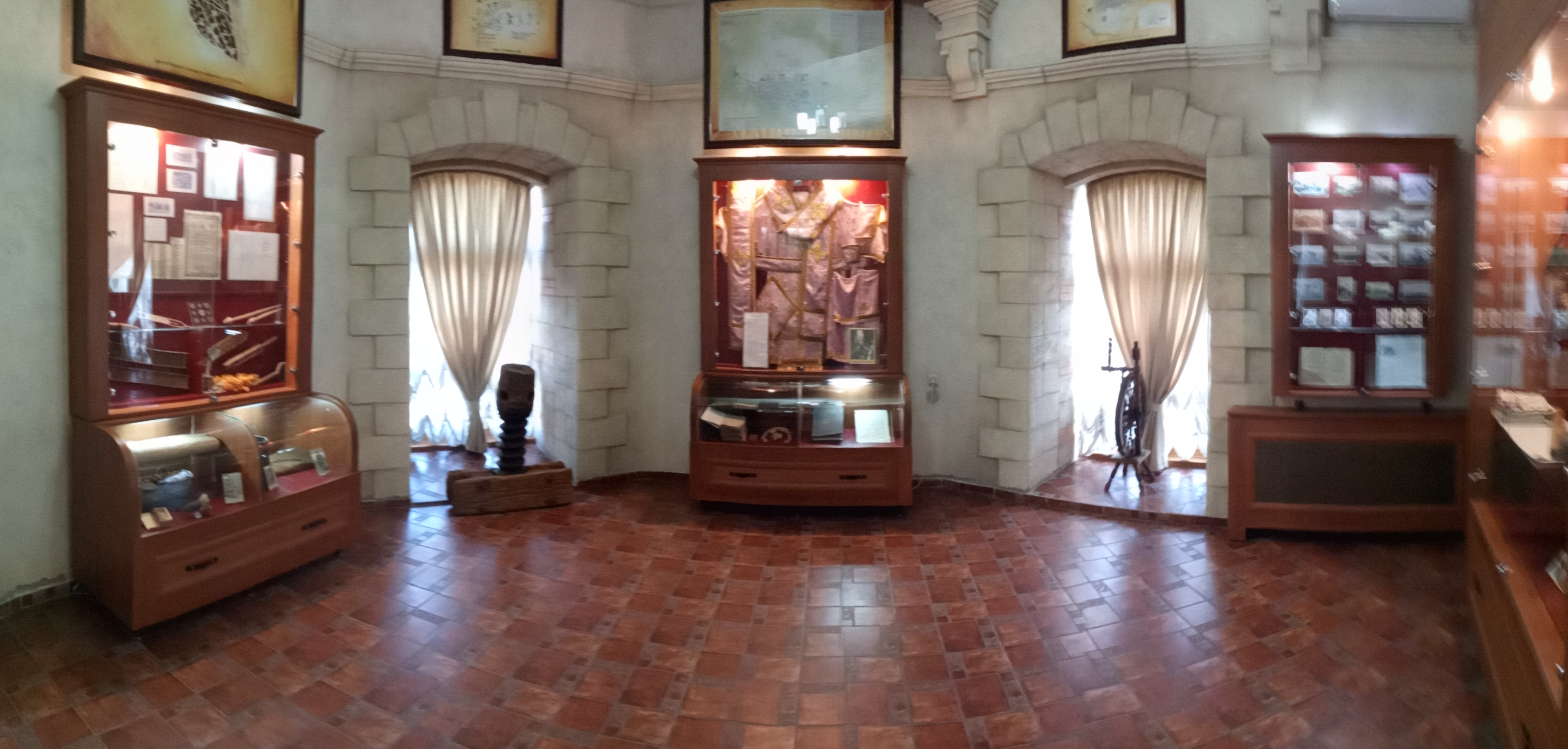
Ekspozycja w muzeum (2022)